# Turó de Can Docte
El Turó de Can Docte és una muntanya de 514 metres que es troba al municipi de Subirats, a la comarca de l'Alt Penedès. S'hi troben les vinyes de Can Docte, dins de la DO Penedès. El turó pren el nom de la masia de Can Docte, avui deshabitada, que té un interès ecològic i paisagístic.